# 勧修寺経理
勧修寺 経理（かしゅうじ つねおさ）は、幕末の公家。勧修寺経則の三男。勧修寺顕彰の養子。官位は従四位下・右中弁。

## 経歴
実父・経則が従兄弟である顕彰に家督を譲った後に誕生する。そのため、顕彰の後継者を巡って経則と顕彰、勧修寺家の家臣の間に対立が生じた。その結果、兄・経治と経度（顕彰の子）はともに穂波家への養子として出された（経治が穂波家を継ぎ、経度を養子とする）事で経理が後継者となり、天保10年4月8日（1839年5月20日）に従五位下が授けられた。
廷臣八十八卿列参事件に養父・顕彰及び穂波経度と共に参加する。文久3年（1863年）に右少弁、元治元年（1864年）に蔵人に任じられるが、勧修寺家が毛利氏の執奏家であったために禁門の変に座して官職を奪われて蟄居を命じられる。
慶応4年1月（1868年）に赦免され、閏4月に従四位下・右中弁に任じられた。

## 系譜
- 父：勧修寺経則
- 母：不詳
- 養父：勧修寺顕彰（1815-1861）
- 妻：不詳
  - 長男：勧修寺顕允（1855-1900）